# Швёбель, Ханс-Петер
Ханс-Петер Швёбель (2 ноября 1945, Бухен) — немецкий социолог, заслуженный преподаватель, автор и артист разговорного жанра.

## Жизнь и творчество
Швёбель родился в семъе продавца-ассистента Петера Швёбеля и его супруги Хильдегарды (в девичестве Каттерман). Его отец был инвалидом войны. После окончания школы, Швёбель прошел обучение для автомехаников и работал некоторое время по этой специальности. Его достижением на другом образовательном пути стал аттестат профессиональной зрелости. Далее следовали изучение психологии, педагогики и политологии в Университете Манхайма (по окончании дипломированный социолог) и в Университете Франкфурта-на-Майне. С 1973 года по 1975 он работал в команде Немецкой ассоциации образования для взрослых научным советником сомалийского Министерства образования и развития в Могадишо в сфере педагогического образования и развития образовательных программ. В Кредитном союзе в Лондоне он работал научным консультантом по ликвидации неграмотности в сети кооперативных организаций по выращиванию арахиса и риса в Гамбии. В дополнение к этому, он осуществил ряд научных визитов в Иран и Пуэрто-Рико.
В 1980 году во Франкфурте он, стипендиат Фонда Фридриха Эберта, защитил кандидатскую диссертацию под руководством Эрнеста Джои. После этого, некоторое время работал научным сотрудником Немецкого фонда международного развития в Манхайме, пока не возглавил кафедру социологии в Федеративном университете прикладных наук и управления (г. Манхайм) в 1980 году и занимал эту должность до 2010 года.
Кроме этого, Швёбель работал приглашенным доцентом Баден-Вюртембергского кооперативного государственного университета в Манхайме и выступал с докладами на национальных и международных конференциях, а также симпозиумах. Был проповедником Евангелистской кирхи. Он является автором множества публикаций по педагогике и психологии — в частности наработок в написании Инструкций для управления военными силами федерации и в профильных изданиях по психологии, также имеет работы по беллетристике.
В Мангейме и Курпфальце Швёбель, прежде всего, известен благодаря своим выступлениям с сатирой и поэзией на литературном немецком языке и на курпфальцском диалекте. Кроме этого, он занимается художественной фотографией и с 2016 проводит выставку в Манхайме и Курпфальце.
С 1967 года женат на Сюзанне Швёбель-Мартинез, с которой часто публикуется вместе.

## Награды
- 2004: Государственная премия деятелей культуры (Kulturpreis des Bundes der Selbständigen (BdS) Mannheim-Nord)
- 2005: Орден Блумаул. Высшая награда жителя Манхайма / Почетный житель Манхайма (Mannheimer Bloomaulorden)
- 2012: Литературная награда Германа-Зинсхаймера города Франсхайм за достижения в региональной курпфальцской литературе (Hermann-Sinsheimer-Plakette der Stadt Freinsheim für Verdienste um die regionale, kurpfälzische Literatur)

## Публикации
Научные работы по социологии
- Воспитание преодоления недоразвитости? Разработка научных программ освободительного образования. На примере Сомали (диссертационная работа). Erziehung zur Überwindung von Unterentwicklung? Curriculumentwicklung emanzipatorischer Grunderziehung. Das Beispiel Somalia. Dipa-Verlag, Frankfurt 1982, ISBN 3-7638-0504-4.
- (соавтор Сюзанна Мартинез): Искусство в политическом становлении — Искусство становления политики. Mit Susanna Martinez: Kunst in der politischen Bildung — Kunst der politischen Bildung. In: Bernhard Claußen (Hrsg.), Texte zur politischen Bildung, Band 3. Frankfurt 1989, ISBN 3-89228-428-8.
- Примха. Словарная статья. Словарь микрополитики. Dummheit. Stichwort in: Heinrich, Peter / Schulz zur Wiesch, Jochen (Hg): Wörterbuch der Mikropolitik. Leske und Budrich, Opladen 1998, ISBN 3-8100-2013-3.
- Что меня тревожит в Аушвице? Голос немецкого гражданина послевоенного поколения. Was geht Auschwitz mich an? Die Stimme eines Deutschen der Nachkriegsgeneration. In: Albrecht Lohrbächer et al. (Hrsg.): Schoa. Schweigen ist unmöglich. Erinnern, Lernen, Gedenken. Kohlhammer, Stuttgart/Berlin/Köln 1999, ISBN 3-17-014981-4.
- Процветание города. К историческому значению Евреев для Манхайма. Dem Gedeihen der Stadt. Zur geschichtlichen Bedeutung der Juden für Mannheim. Badische Heimat. Zeitschrift für Landes- und Volkskunde, Natur-, Umwelt und Denkmalschutz. April/99.
- Мы являемся обстоятельствами для других — таким образом, мы меняем обстоятельства. Wir sind die Umstände der anderen — ändern wir also die Umstände. Gesellschaftlicher Wandel im Spannungsfeld zwischen Persönlichkeitsentwicklung und Strukturreform. Festvortrag bei der 7. Fachtagung des Bundesverbandes Deutscher Krankenhausapotheker, Mannheim, 23. April 1999. Veröffentlicht in: Krankenhauspharmazie. Zeitschrift des Bundesverbandes Deutscher Krankenhausapotheker (ADKA). Heft 6/1999.
- (соавтор Сюзанна Мартинез): Празднование праздников с поэзией. Mit Susanna Martinez: Feste feiern mit Poesie. In: Siga Diepold (Hrsg.): Die Fundgrube für Feste und Feiern in der Sekundarstufe I. Cornelsen Scriptor, Berlin 2001, ISBN 3-589-21476-7.
- Общественные изменения — Развитие личности — Структурная реформа. Gesellschaftlicher Wandel — Persönlichkeitsentwicklung — Strukturreform. In: Psychologie Verstehen! Heft 2/2000.
- Действительность или сказка? Проповедь во время Адвента. Wahrheit oder Märchen? Eine Adventspredigt. Psychologie Verstehen! 12. Jahrgang, Heft 2/03. Verlag Ursula Guss, Borgentreich.
- Детище слова. Kindes des Wortes. Essays. Feuerbaum Verlag, Mannheim 2009. ISBN 978-3-925897-07-8.
- Стража Швёбеля. Критические взгляды на острые вопросы. Schwöbels Wache. Kritische Blicke auf die Fragen der Zeit. Heureka Schriftenreihe, Verlag der Ostwestfalen Akademie, Borgentreich 2019, ISBN 978-3-947435-10-4.
- Из плоти вечной быстротечности. Vom Fleisch der ewigen Vergänglichkeit. Essays und Plädoyers 1. 2. Auflage: Verlag der Ostwestfalen-Akademie, Borgentreich 2021. ISBN 978-3-947435-15-9

Беллетристика
- Мы должны вернуть свою жизнь. Стихи и афоризмы. Wir müssen uns das Leben nehmen. Gedichte und Aphorismen. Ed. Quadrat, Mannheim 1981, 2. Aufl. 1983, ISBN 3-923003-00-5 und Feuerbaum-Verlag, ISBN 3-925897-05-4.
- Острота. Стихи и афоризмы. Salz. Gedichte und Aphorismen, Feuerbaum Verlag, Mannheim 1986, ISBN 3-925897-00-3.
- Затмение. Стихи и афоризмы. Verdunklung. Gedichte und Aphorismen. Limitierte Auflage, Schierlingspresse, Dreieich 1988.
- Время уборки урожая. Хайку и эссе. Поэзия путешествий и природы: Ирландия, Израиль, Пуэрто-Рико, Курпфальц. Zeit Ernten. Haiku, Tanka und ein Essay. Natur- und Reisepoesie: Irland, Israel, Puerto Rico, Kurpfalz. Feuerbaum-Verlag, Mannheim 1995, ISBN 3-925897-04-6.
- Мы индивидуалисты. Стихи и афоризмы. Wir Individualisten/Salz. Gedichte und Aphorismen. Doppelband. 4. Auflage. Feuerbaum-Verlag. Mannheim 1996, ISBN 3-925897-05-4.
- Monnema Fetzä. Am Ostufer der Abendröte. Satire und Poesie. Musik: Adax Dörsam. Hörbuch-CD. Feuerbaum-Verlag, Mannheim 2005, ISBN 3-925897-06-2 und verlag regionalkultur, ISBN 3-89735-417-9.
- Неделя Швёбеля. Колонки в Kolumnen in Mannheimer Mundart. Schwöbel’s Woche. Kolumnen in Mannheimer Mundart. Verlag Regionalkultur, Ubstadt-Weiher 2009, ISBN 978-3-89735-600-9.
- Плоды света. Сатира и поэзия. Licht Ernten. Satire und Poesie. Mannheimer Mundart und Hochdeutsch. Verlag Regionalkultur, Ubstadt-Weiher 2013, ISBN 978-3-89735-754-9.
- Морю сразу с береговой линии. Стихи и афоризмы. Текст: Сюзанна Мартинец, фото: Ханс-Петер Швёбель. Dem Meer an der Küste gleich. Gedichte und Aphorismen. Text: Susanna Martinez, Fotografien: Hans-Peter Schwöbel, Waldkirch, Mannheim 2016, ISBN 978-3-86476-061-7.

### Редакции
- в соавторстве с Рудольфом Хаубером, Зигфридом Фроэбою: Онкология. Mit Rudolf Hauber, Siegfried Froeba: Ökologie, Umweltschutz und Verwaltung. Bände 1 bis 8, Köln, Mannheim und Brühl,1990-2000.
- в соавторстве с Хансом-Петером Герхардом: Реформа управления. Тезисы, реплики, аргументы. Mit Heinz-Peter Gerhardt: Verwaltungsreform. Stichworte, Einwürfe, Argumente. FHB, Zentralbereich, Brühl/Rheinland 1996, ISBN 3-930732-22-X.
- в соавторстве с Зигфридом Лауксом. Mit Siegfried Laux: Mannem, wann ich dein gedenk. Gedichte und Prosa in Pfälzer Mundart und Hochdeutsch. 2. Aufl. Edition Quadrat, Mannheim 1999, ISBN 3-923003-79-X.
- в соавторстве с Зигфридом Лауксом. Mit Siegfried Laux: Luscht am Lewe. Gedichte von Hanns Glückstein in Kurpfälzer Mundart. Hörbuch-CD. Musik: Adax Dörsam. Verlag regionalkultur, Ubstadt-Weiher 2000, ISBN 3-89735-157-9.